# Verbascum levanticum
Verbascum levanticum é uma espécie de planta com flor pertencente à família Scrophulariaceae. 
A autoridade científica da espécie é I.K.Ferguson, tendo sido publicada em Bot. J. Linn. Soc. 64(2): 230. 1971.

## Portugal
Trata-se de uma espécie presente no território português, nomeadamente em Portugal Continental.
Em termos de naturalidade é introduzida na região atrás indicada.

## Protecção
Não se encontra protegida por legislação portuguesa ou da Comunidade Europeia.